# Acetazolamide
L'acetazolamide è un composto chimico di formula C4H6N4O3S2 che in condizioni standard si presenta come una polvere cristallina tra il bianco e il giallo biancastro, inodore e insapore.
è un principio attivo che fa parte della classe degli inibitori di anidrasi carbonica. Viene indicato specificamente nel trattamento del glaucoma, dell'epilessia, ipertensione endocranica idiopatica (pseudotumor cerebri), mal di montagna, cistinuria ed ectasia durale.
Nel mondo è disponibile con diversi nomi commerciali: Diamox, Azomid, Carbinib, Dazamide, Diuramid, Defiltran, Glaupax, Huma-Zolamide, Odemin e Zolamox.

## Caratteristiche strutturali e fisiche
| N. di atomi pesanti                  | 13             | 13             |
| N. di donatori di legami a idrogeno  | 2              | 2              |
| N. di accettori di legami a idrogeno | 7              | 7              |
| N. di legami ruotabili               | 2              | 2              |
| Massa monoisotopica                  | 221,98813241 u | 221,98813241 u |
| Superficie polare                    | 152 Å²         | 152 Å²         |
| Sezione d'urto                       | [M-H]-         | 137.8 Å²       |
| Sezione d'urto                       | [M+Na]+        | 151.05 Å²      |
| Sezione d'urto                       | [M+H]+         | 140.7 Å²       |

L'acetazolamide è un derivato sulfonamidico e diazoico. In particolare si tratta di un membro dei tiadiazoli e un'ammide dell'acido monocarbossilico. Il composto risulta:
- insolubile in cloroformio, etere dietilico, tetracloruro di carbonio[14]
- molto poco soluble in acqua fredda[15]
- lievemente solubile in alcol,[5] acetone[14]
- molto solubile in soluzioni di carbonato di sodio[16]

Se s'incendia produce fumi altamente tossici contenenti ossidi di azoto e ossidi di zolfo.Come altri composti azoici, diazoici e azidici può detonare.
Può dare origine a:
- gas tossici se mescolato con acidi, aldeidi, ammidi, carbammati, cianuri, fluoruri inorganici, composti organici alogenati, isocianati, chetoni, metalli, nitruri, perossidi, fenoli, epossidi, alogenuri acilici e forti agenti ossidanti o riducenti;
- gas infiammabili se mescolato con metalli alcalini;
- una combinazione esplosiva con forti agenti ossidanti, sali metallici, perossidi e solfuri.

## Sintesi del composto
L'acetazolamide viene prodotta dalla reazione dell'idrazina idrata con tiocianato di ammonio, per produrre 5-ammino-2-mercapto-1,3,4-tiadiazolo, che viene acetilato e ossidato, quindi amidato con ammoniaca.

## Reattività a caratteristiche chimiche
Si tratta di un acido debole. Del composto sono disponibili i seguenti spettri analitici:
- spettro 1H NMR[17]
- spettro 13C NMR[18]
- spettro GC-MS[19]
- spettro MS-MS[20]
- spettro LC-MS[21]
- spettro UV-VIS[22]
- spettro FTIR[23]
- spettro ATR-IR[24]
- spettro Raman[25]

## Farmacologia e tossicologia

### Farmacocinetica
L'acetazolamide viene rapidamente assorbita nel tratto gastroenterico. I massimi livelli plasmatici si ottengono entro due ore dalla somministrazione per via orale. L'emivita biologica è di circa 8 ore. Il legame con le proteina plasmatiche varia dal 90 al 95%.
Nell'uomo il farmaco non viene metabolizzato e viene escreto immodificato con le urine, dopo 8-12 ore viene escreto circa l'80% di una dose orale. L'acetazolamide si diffonde nel liquor, attraversa la placenta, passa nel latte. Il rapporto tra concentrazione nel liquor o nell'umor acqueo e nel plasma e di circa 1:20.

### Farmacodinamica
L'acetazolamide è un inibitore enzimatico che agisce specificamente sull'anidrasi carbonica; non è un mercuriale. Il suo effetto diuretico è dovuto alla inibizione della reazione reversibile di idratazione del biossido di carbonio e disidratazione dell'acido carbonico che avviene nel rene. Come risultato si ha una eliminazione attraverso il rene di ioni HCO3-, sodio, acqua e potassio portando alla diuresi e all'alcalinizzazione dell'urina.

### Effetti del composto e usi clinici
Può essere utile come coadiuvante nel trattamento delle crisi tonico-cloniche, miocloniche e atoniche, in particolare nelle donne le cui crisi si verificano o peggiorano in specifici momenti del ciclo mestruale. Tuttavia, la sua utilità è spesso transitoria a causa del rapido sviluppo della tolleranza. Il suo effetto antiepilettico potrebbe essere dovuto al suo effetto inibitorio sull'anidrasi carbonica cerebrale, che porta a un aumento del gradiente di cloruro transneurale, a un aumento della corrente di cloruro e a una maggiore inibizione.
In Italia, il composto è approvato con il marchio DIAMOX ed è impiegato per il trattamento di:
- coadiuvante nel trattamento dell'epilessia,
- edemi da insufficienza cardiaca,
- edema oculare,
- glaucoma,
- prevenzione del mal di montagna acuto.

Off label
- Malattia di Ménière;[27][28]
- Disordini neuromuscolari[29][30] (tra cui blefaroptosi;[31][32]
- Ipertensione endocranica[33][34] anche da meningite criptococcica.[35][36]

#### Posologia
Si somministra o tramite via orale, con iniezione endovenosa o come preparazione oftalmica:
- Glaucoma: 0,25 - 1 g in un giorno, con assunzioni da due a quattro volte al giorno (deve essere somministrato in più dosi, frazionando la quota giornaliera)
- Epilessia: 0,25 - 1 g (adulti) 8–30 mg/kg (bambini)
- Edemi: 5 mg ogni kg di peso

### Controindicazioni ed effetti collaterali
L'acetazolamide è controindicata:
- in caso di ipersensibilità
- nei pazienti affetti da acidosi ipercloremiche
- nei casi in cui vi sia una netta diminuzione dei livelli sierici del sodio e/o del potassio
- nei casi di insufficienza epatica, i soggetti con cirrosi epatica possono sviluppare encefalopatia epatica;
- nell’insufficienza renale conclamata;
- nell'insufficienza surrenalica;
- in gravidanza
- durante l'allattamento

Una prolungata somministrazione di acetazolamide è controindicata nei soggetti affetti da glaucoma cronico non congestizio ad angolo chiuso. L'acetazolamide va impiegata con cautela nei pazienti con bronco-pneumopatia cronica ostruttiva ed enfisema per il possibile aggravamento dell'acidosi e nei pazienti che assumono aspirina ad alte dosi, poiché, sia pure di rado, possono verificarsi tachipnea, anoressia, sonnolenza e confusione, letargia, coma e morte.
Il trattamento con acetazolamide può provocare squilibrio elettrolitico, iposodiemia e ipokaliemia, così come acidosi metabolica. Quindi si raccomanda un periodico monitoraggio degli elettroliti sierici. Inoltre, bisogna adottare particolare cautela in pazienti con condizioni associate o che predispongono a squilibri elettrolitici ed a quelli acido/base, come pazienti con funzione renale debilitata (compresi pazienti anziani), pazienti con pregressa nefrolitiasi, pazienti con diabete mellito e pazienti con ridotta ventilazione alveolare.
Gli effetti collaterali riscontrati più spesso nelle fasi iniziali della terapia includono: parestesie e particolarmente una sensazione di formicolio alle estremità, anoressia, alterazioni dell'udito, acufene, perdita dell'appetito, alterazioni del gusto e disturbi gastrointestinali come nausea, vomito e diarrea; poliuria, occasionalmente sonnolenza e confusione.
Si sono verificati eventi fatali per gravi reazioni verso l’acetazolamide come: la sindrome di Stevens-Johnson e la necrolisi tossica epidermica, necrosi epatica fulminante, agranulocitosi, anemia aplastica ed altre discrasie ematiche ed anafilassi. Si possono inoltre verificare:
- patologie sistemiche: mal di testa, malessere, affaticamento, febbre, vampate, ritardo della crescita nei bambini, paralisi flaccida, sete;
- patologie epatobiliari: funzione epatica alterata, epatite o ittero;
- patologie del sistema emolinfopoietico: discrasia ematica, come leucopenia, trombocitopenia e porpora trombocitopenica, pancitopenia, depressione midollare;
- disturbi del metabolismo e della nutrizione: ipokaliemia con occorrenza di ileo paralitico intestinale molto rara, iperuricemia, disturbo del metabolismo dell’ammonio, osteomalacia con terapia a lungo termine con fenitoina, iperglicemia, ipoglicemia;
- patologie del sistema nervoso: depressione, eccitazione, atassia, convulsioni, vertigini;
- patologie della cute: orticaria, rash, pemfigo, fotosensibilità.

### Tossicologia
In caso di sovradosaggio il paziente tende a sviluppare uno stato acidosico ed uno squilibrio elettrolitico: entrambi i disturbi possono comportare effetti negativi sul sistema nervoso centrale, fino al coma. L'acetazolamide, somministrata per via orale o parenterale ha mostrato effetti teratogeni (difetti degli arti) in topi, ratti, criceti e conigli.

### Interazioni
L'acetazolamida potenzia l'azione diuretica dei mercuriali. Dati clinici e sperimentali portano ad ammettere che l'acetazolamida e i farmaci miotici, pur se con meccanismi differenti, agiscono in maniera additiva quando somministrati contemporaneamente. L'acetazolamide somministrata contemporaneamente alla fenitoina modifica il metabolismo di quest'ultima e può aumentarne i livelli sierici.
Può aumentare o intensificare l'insorgenza dell'osteomalacia in alcuni pazienti che ricevono una terapia cronica a base di fenitoina. Si raccomanda, pertanto, cautela nei pazienti che ricevono una terapia cronica concomitante. L'acetazolamide somministrata contemporaneamente alla carbamazepina può aumentare i livelli sierici di quest'ultima. Un aggiustamento della dose dell'acetazolamida può essere richiesto nei pazienti trattati con glucosidi cardioattivi o con farmaci antipertensivi.
Diminuisce l'assorbimento gastrointestinale del primidone portando a una riduzione delle concentrazioni sieriche dello stesso e dei suoi metaboliti, con una possibile conseguente diminuzione dell'effetto anticonvulsivante. A causa dei possibili effetti aggiuntivi con gli altri inibitori dell'anidrasi carbonica, l'uso concomitante non è raccomandato. L'acetazolamide può potenziare l'azione dell'amfetamina e degli antidepressivi triciclici perché ritarda la loro eliminazione. È possibile una sensibilità crociata tra acetazolamide, solfonammidi ed altri derivati solfonamidici.
Può potenziare l’effetto di altri antagonisti dell’acido folico. Nei pazienti in trattamento con acetazolamide sono stati descritti sia aumenti che diminuzioni dei livelli del glucosio ematico. Questo deve essere preso in considerazione nei pazienti trattati con antidiabetici. Aumentando il pH dell’urina dei tubuli renali, riduce l’escrezione urinaria della chinidina e può aumentarne l’effetto. Aumentando il pH urinario, può prevenire l’azione antisettica urinaria dei composti della metenamina.
L’utilizzo di una terapia contemporanea con sodio bicarbonato aumenta il rischio della formazione di calcoli renali. Quando somministrata contemporaneamente, può aumentare i livelli ematici della ciclosporina. Può, infine, diminuire l’azione dell’aspirina e del litio perché facilita la loro eliminazione.